# Gleb Karakulov
Gleb Karakulov (Bujnaksk, 12 ottobre 1987) è un ingegnere russo.

## Biografia
Precedentemente responsabile della creazione di comunicazioni sicure per il presidente e per il primo ministro russo, Karakulov è stato uno dei russi di rango più alto a disertare per l'invasione russa dell'Ucraina. Ha raggiunto il grado di capitano in un'unità sul campo del dipartimento delle comunicazioni presidenziali dell'UST. Essendo stato la guardia del corpo di Vladimir Putin, dopo l'abbandono del paese ha rivelato diversi segreti dei presidente, definendolo "isolato e impaurito".